# Marion Chemin
Pour les articles homonymes, voir Chemin (homonymie).
Marion Chemin, née en 1977 à Saint-Brieuc, est une auteure française. Spécialisée dans la littérature noire, elle a publié trois romans et une trentaine de nouvelles. Elle a lancé la collection Martin Mesnil inspirée du Poulpe de Jean-Bernard Pouy. Elle a également écrit les souvenirs de survivants du débarquement de Normandie de 1944.

## Publications

### Romans
- Honfleur de Pavés, FL Editions, 2014[2].
- Tout ce qui meurt me touche, Orep, 2017[3].
- Sugar daddy, Goater, 2022.
- À force d'encaisser, Ouest-France, 2022.
- Écume aux lèvres, Cerf et Mer, 2023.

### Témoignages
- 70 ans après, ils se racontent (1944-2014), Editions du conseil général du Calvados, 2014[4].

### Jeunesse
- Lili et la forêt interdite, FL Editions, 2019[5].

### Nouvelles
- Animal Boy, in Ramones, 18 nouvelles punk et noires, Buchet/Chastel, 2011[6],[7].
- Les jeunes cons, in La Souris déglinguée, 30 nouvelles lysergiques, Éditions du Camion blanc, 2012[8].
- Under the bridge, in The Doors, 23 nouvelles aux portes du noir, Buchet/Chastel, 2012[8].
- Hélène et le sang, in Bérurier Noir, 30 nouvelles noires, Camion Blanc 2012.
- Elsa, je t'aime (sous le pseudonyme de Jeanne Tromel), in Bérurier noir, 30 nouvelles noires, Camion Blanc 2012.
- One story, in Little Bob, stories for Roberto, Les Nouvelles Edition Krakoën, 2012.
- Lithium, in Nevermind, 13 histoires grunge et noires, Buchet/Chastel, 2013.;
- Naked girl falling down the stairs/ Let's get fucked up, in The Cramps, 30 nouvelles, Camion Blanc, 2013.
- Walking with the beast, in The Gun Club, 30 nouvelles pour Jeffrey Lee Pierce, Camion Blanc, 2014.
- Sans artifice, in Artifices, La Gidouille, 2016.
- Deux minutes d'arrêt, in Les douze sales polars, La Gronde, 2017.
- Pour la cause, in Les sept œuvres de Miséricorde, Goater noir, 2018[9].
- The Call up, in Sandinista!, Goater noir, 2018.
- L'Alliance, in Les douze sales polars récidivent en Normandie, La Gronde, 2018.
- Quand les chiots deviennent des chiens, in Sous les pavés la rage, Arcane 17, 2018.
- Cœur de chien, in Parce que ça nous plaît, vingt nouvelles autour d'OTH, Kicking books, 2018.
- Je résiste à vos sales gueules, in Les douze sales polars débarquent, La Gronde, 2019.
- Pour le meilleur et pour le pire, in Les deux doigts dans la saga des Les Sheriff, Kicking books, 2019.
- En boule, in Nouvelles de la Zone 52, tome 1, Zone 52 éditions, 2019.
- Fin de lignée in 24 nouvelles de l'Avent, Koikalit, 2019.
- Allez les filles ! in Welcome to the club, 20 nouvelles électriques inspirées par Les Thugs, Kicking books, 2019.
- La Référence en matière de requin in Rouge cent, nouvelles noires pour le centenaire du Part communiste français, Arcane 17, 2020.
- Suave et sucré, in Les douze sales polars se mettent à table…, La Gronde, 2020.
- Chapitre 28 du roman-relais Caïman contre pangolin, Caïman, 2020[10]
- One story, in Little Bob, Little Bob stories, Goater 2021.
- Passé empiétant in Les douze sales polars s'attaquent au pôle « arts », La Gronde, 2021.
- Edith, Julie, Jeanne et quelques nouvelles (noires), L'Aure écarlate/ 101ers, 2021.
- Deux mois, dix jours, in Cause commune no 23, 2021
- Tu seras un punk, mon fils, in Mass prod, 25 ans d'activisme punk, Mass prod/ Goater, 2021.
- Occupé, in Vous avez demandé le 17, ne quittez pas, Au Mot près éditions, 2021.
- Sans valise ni cercueil, in Au-delà de nos colères muettes, Caïman, 2022.
- Switchblade, L'Aure écarlate/ Les Clashettes, 2022.
- Putain de ressac in Les douze sales polars prennent la mer, La Gronde, 2022.
- De l'art de détendre la mâchoire in Les douze sales polars sont en route , La Gronde, 2023
- Vingt-quatre heures in Chili 1973 , Arcane 17, 2023

### Collection «Les enquêtes de Martin Mesnil»
- Tout ce qui meurt me touche, Orep, 2017[11].
- A force d'encaisser, Ouest-France, 2022.

### Théâtre
- Switchblade, 2022.
- The Call Up, 2025.